# Cetatea din Praga
Cetatea din Praga (în cehă Pražský hrad, în germană Prager Burg) este un complex fortificat de clădiri din Praga (Republica Cehă), ce datează din secolul al IX-lea. Castelul a fost un sediu al puterii, aici aflându-se reședința regilor Boemiei, împăraților Sfântul Imperiu Roman și președinților Cehoslovaciei, iar în prezent se află reședința oficială a președintelui Republicii Cehe. Bijuteriile Coroanei Boemiei sunt păstrate într-o cameră ascunsă din interiorul cetății.
Ansamblul cetății este alcătuit din mai multe ziduri de incintă, castele, curți interioare ș.a.m.d., toate grupate în jurul Catedralei Sf. Vitus, fosta necropolă regală și imperială.
Potrivit Guinness Book of Records, Cetatea din Praga este cea mai vastă incintă fortificată veche din lume, ocupând o suprafață de aproape 70.000 m2, cu o lungime de aproximativ 570 de metri și o lățime medie de aproximativ 130 de metri.

## Istoric

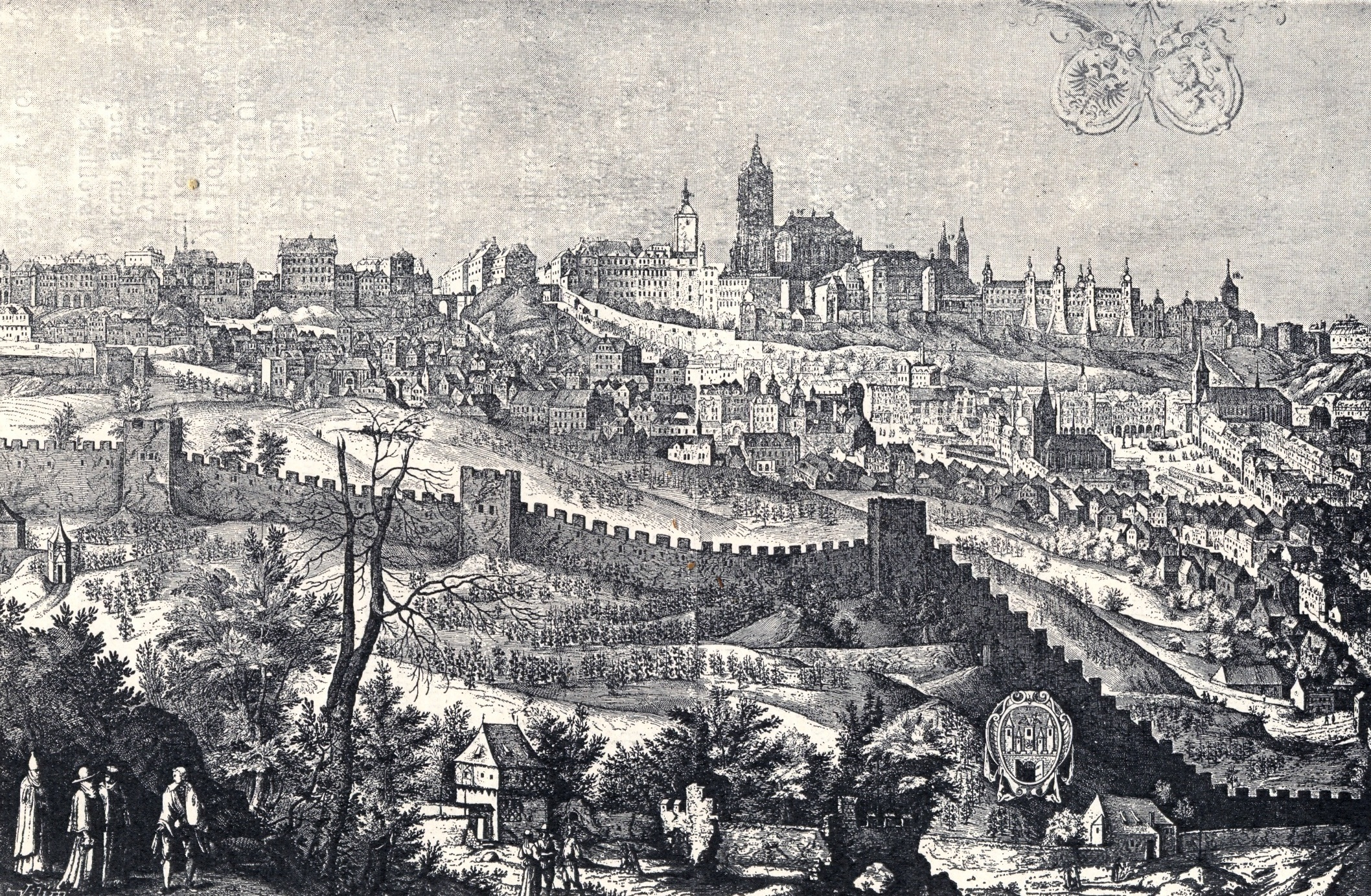
Cetatea Praga în 1607

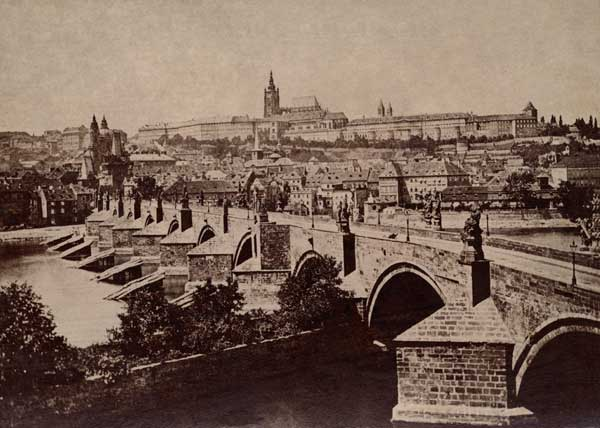
Cetatea Praga în 1870

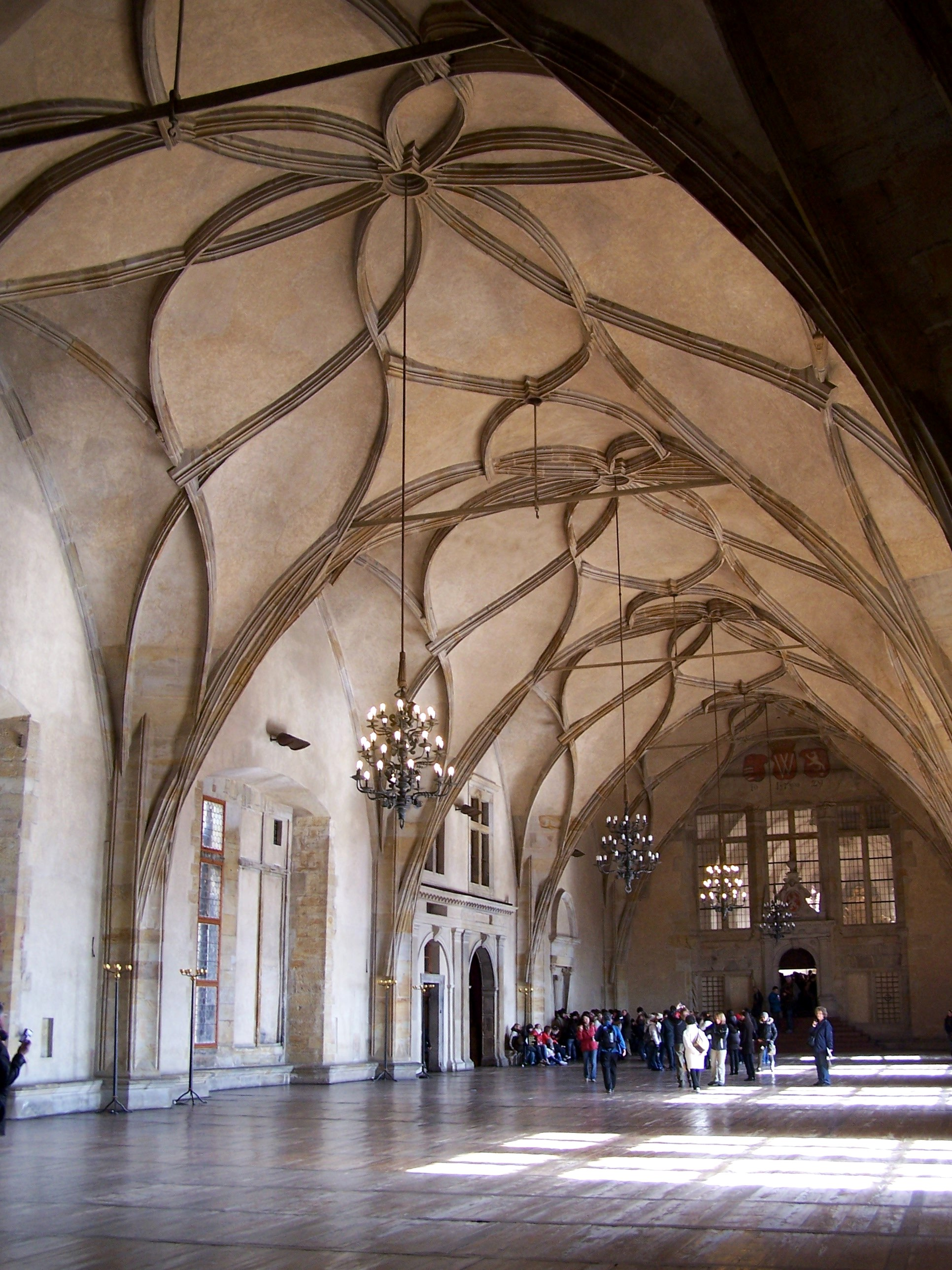
Sala Vladislav

Istoria cetății din Praga începe în anul 870, odată cu construcția primei clădiri cu pereți, Biserica Sfintei Fecioare Maria. Bazilica Sf. Gheorghe și Bazilica Sf. Vitus au fost fondate sub domnia ducelui Vratislau al Boemiei și al fiului său, Sfântul Venceslau, în prima jumătate a secolului al X-lea. 
Prima mănăstire din Boemia a fost construită în incinta cetății, lângă biserica Sf. Gheorghe. Un palat romanic a fost ridicat aici în cursul secolului al XII-lea. În secolul al XIV-lea, sub domnia lui Carol al IV-lea, palatul regal a fost reconstruit în stil gotic și fortificațiile cetății au fost întărite. În locul rotondei și a bazilicii Sf. Vitus a început construirea unei biserici monumentale în stil gotic, care a fost finalizată aproape șase secole mai târziu. 
În timpul Războaielor Husite și a deceniilor ce au urmat nu s-a locuit în cetate. În anul 1485, regele Ladislau al II-lea Jagello a început să reconstruiască castelul. Palatului Regal i-a fost adăugată masiva Sală Vladislav (construită de Benedikt Rejt). Noi turnuri de apărare au fost construite, de asemenea, pe partea de nord a castelului. 
Un incendiu devastator din 1541 a distrus o mare parte a castelului. Sub domnia Habsburgilor au fost adăugate clădiri noi în stil renascentist. Împăratul Ferdinand I a construit Palatul Belvedere ca un palat de vară pentru soția lui, Anne. Rudolf al II-lea a folosit Castelul Praga ca reședință imperială principală. El a ctitorit aripa de nord a palatului, cu Sala spaniolă, în care au fost expuse colecții prețioase de artă. 
Cea de-a doua defenestrație de la Praga din 1618 a dat naștere Revoltei Boeme. În timpul războaielor ulterioare, castelul a fost deteriorat și dărăpănat. Multe lucrări din colecția lui Rudolf al II-lea au fost furate de suedezi în anul 1648, în timpul Bătăliei de la Praga (1648), care a reprezentat actul final al Războiului de Treizeci de Ani. 
Ultima reconstrucție majoră a castelului a fost realizată de către împărăteasa Maria Terezia în cea de-a doua jumătate a secolului al XVIII-lea. După abdicarea sa din 1848 și urcarea pe tron a nepotului său, Franz Joseph, fostul împărat Ferdinand I și-a stabilit reședința în Castelul din Praga. 
În 1918, castelul a devenit reședința oficială a președintelui noii Republici Cehoslovace, Tomáš Garrigue Masaryk. Noul Palat Regal și grădinile au fost renovate de către arhitectul sloven Jože Plečnik. În această perioadă, Catedrala Sf. Vitus a fost finalizată (pe 28 septembrie 1929). Lucrările de renovare au continuat în 1936, fiind coordonate de Pavel Janák, succesorul lui Plečnik.
La 15 martie 1939, la scurt timp după ce regimul nazist l-a forțat pe fostul președinte cehoslovac Emil Hácha (care a suferit un atac de cord în timpul negocierilor) să-și cedeze țara celui de-al Treilea Reich, Adolf Hitler a petrecut o noapte în Castelul din Praga, „supraveghind cu mândrie noua sa posesiune”. În perioada ocupației naziste a Cehoslovaciei din cel de-al Doilea Război Mondial, Cetatea din Praga a devenit reședința principală a lui Reinhard Heydrich, „Protectorul Reich-ului German pentru Boemia și Moravia”. S-a spus că el și-a așezat pe cap coroana Boemiei; vechile legende susțin că unui uzurpator care își va pune coroana pe cap îi este sortit să moară în mai puțin de un an. La mai puțin de un an după ce a preluat puterea, pe 27 mai 1942, Heydrich a fost atacat de soldați cehi și slovaci antrenați de britanici pe drumul său spre castel și a murit din cauza rănilor (care s-au infectat) o săptămână mai târziu.

### După cel de-al Doilea Război Mondial

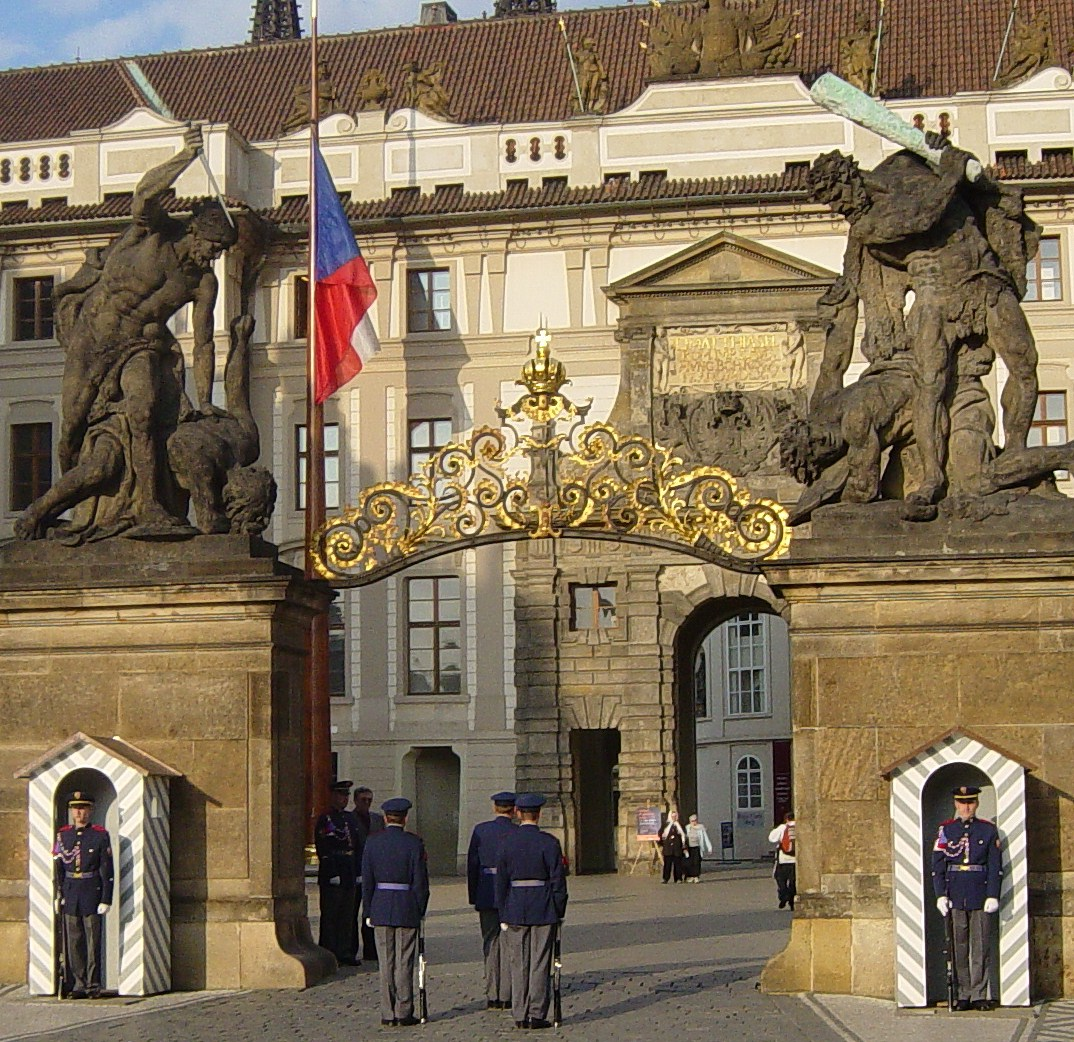
Schimbarea gărzilor

După eliberarea Cehoslovaciei, Castelul a găzduit birourile guvernului comunist cehoslovac. În timpul Revoluției de Catifea, Alexander Dubček, conducător al Partidului Comunist Cehoslovac în timpul Primăverii de la Praga, a apărut într-un balcon cu vedere la Piața Venceslau pentru a auzi mulțimea de protestatari scandând „Dubček la Castel!”, împingându-l să se deplaseze la castel pentru a prelua postul de președinte al țării. El a îmbrățișat mulțimea ca un simbol al libertății democratice.

### Perioada postcomunistă și după destrămarea Cehoslovaciei
După separarea Cehoslovaciei în Republica Cehă și Slovacia, castelul a devenit reședința președintelui noii Republici Cehe. Similar cu ceea ce a făcut Masaryk cu Plečnik, președintele Václav Havel i-a comandat arhitectului Bořek Šípek să realizeze lucrările necesare de restaurare și de modernizare a castelului din Praga, modificând în special aspectul galeriei de picturi a castelului.

## Stiluri arhitecturale ale Cetății din Praga

Catedrala Sf. Vitus

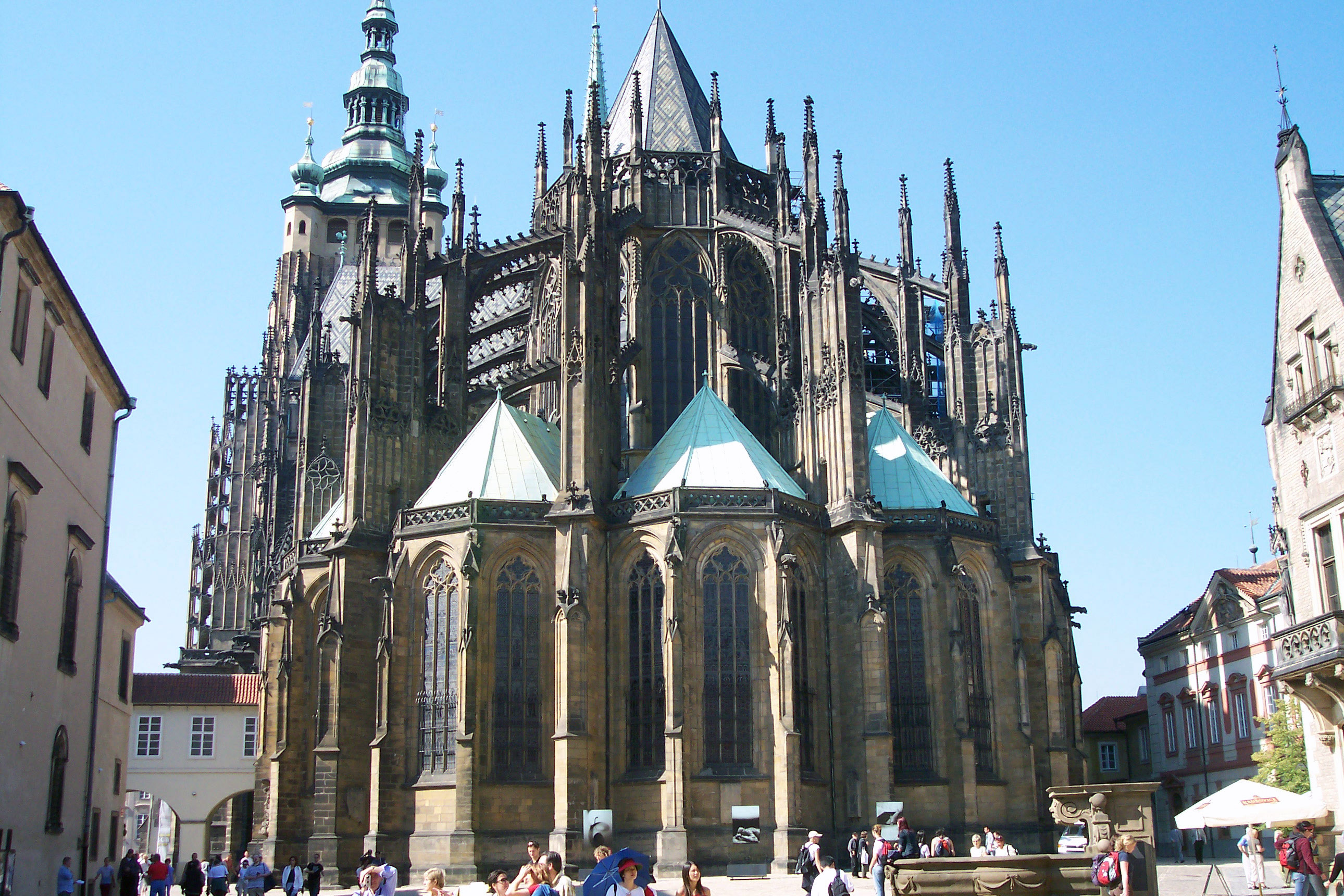
Absida altarului catedralei (1344-1349)

Clădirile din cetate reprezintă aproape fiecare stil arhitectural din ultimul mileniu. Cetatea Pragăi include Catedrala Sf. Vitus (în stil gotic), Bazilica Sf. Gheorghe (în stil romanic), o mănăstire și mai multe palate, grădini și turnuri de apărare. Majoritatea spațiilor interioare ale castelului sunt deschise turiștilor. În prezent, castelul adăpostește mai multe muzee, inclusiv colecția Galeriei Naționale de artă barocă și manieristă, o expoziție de istorie cehă, Muzeul jucăriilor și o galerie de imagini vechi ale Castelulului din Praga, bazată pe colecția împăratului Rudolf al II-lea. Festivalul de vară dedicat lui Shakespeare are loc cu regularitate în curtea interioară a Palatului Pârcălabului.
În interiorul curții a treia se găsește Statuia Sf. Gheorghe, realizată în anul 1373 de către doi meșteri din Cluj, la comanda împăratului Carol al IV-lea. Monumentul este prima statuie ecvestră de for public realizată din bronz în perioada medievală.
Cartierul din jurul Cetății Pragăi este denumit Hradčany.

### Biserici

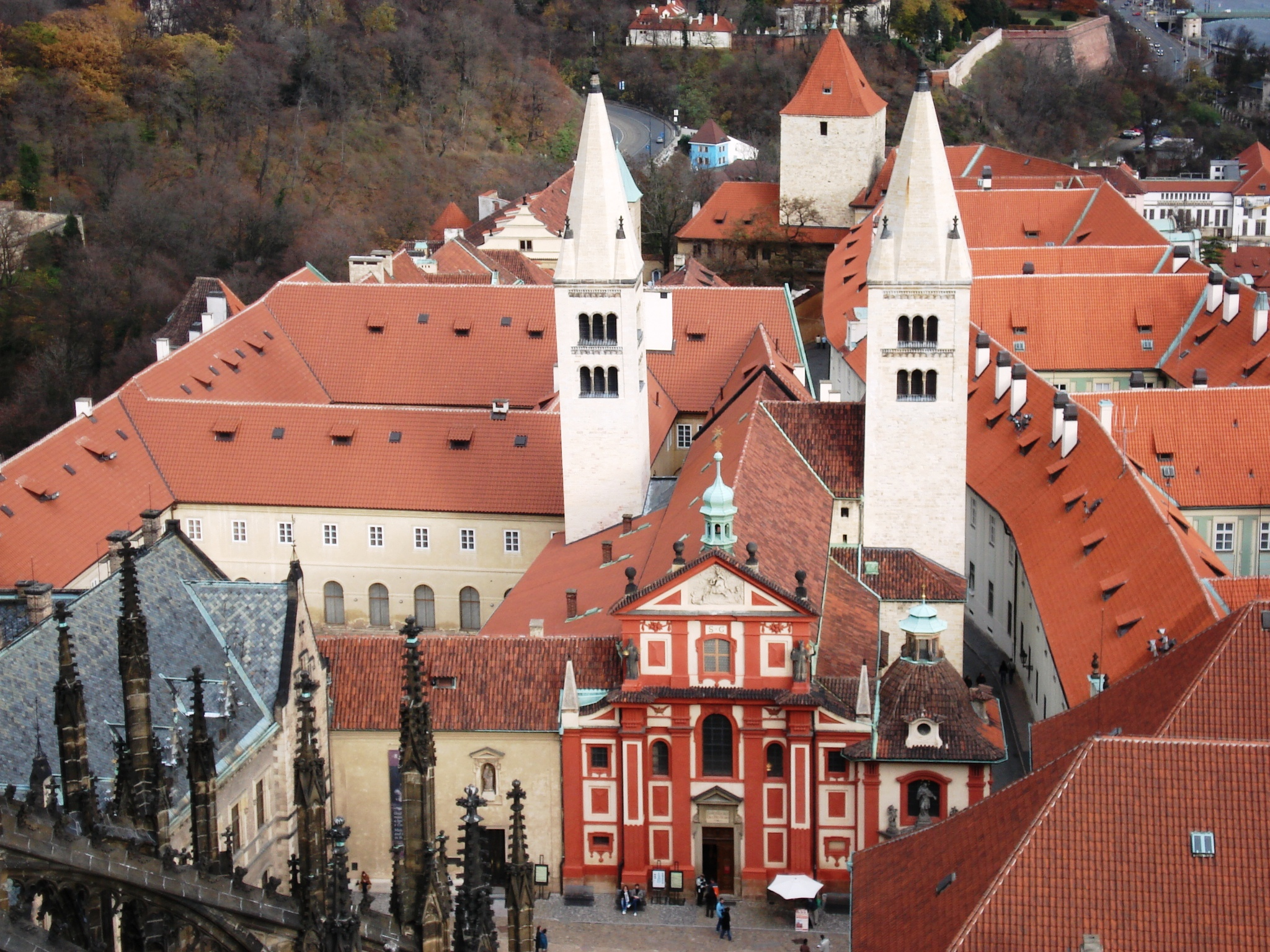
Bazilica Sf. Gheorghe

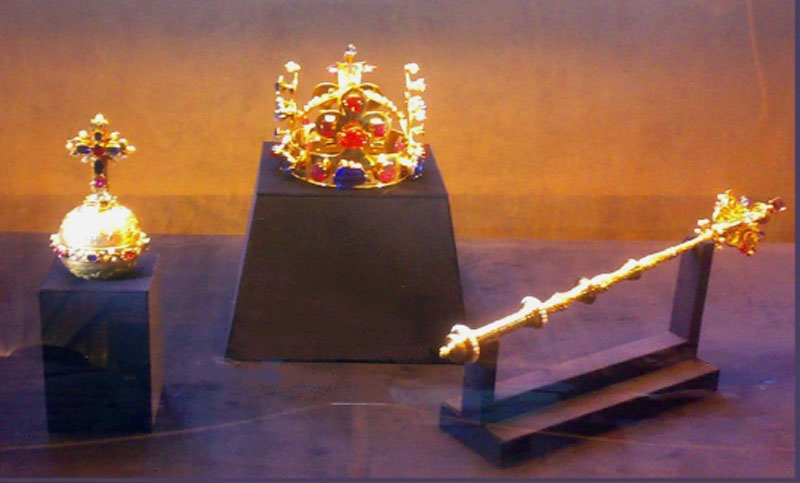
Bijuteriile Coroanei Boemiei sunt unele dintre cele mai vechi din Europa (pe locul 4 ca vechime)

- Katedrála svatého Víta, Václava a Vojtěcha (Catedrala Sf. Vitus)
- Bazilika svatého Jiří (Bazilica Sf. Gheorghe) și Klášter svatého Jiří (Mănăstirea Sf. Gheorghe), este cea mai veche clădire bisericească ce a supraviețuit în Cetatea Pragăi.
- Chrám Všech svatých (Biserica Tuturor Sfinților)
- Kaple svatého Kříže (Capela Sf. Cruce)

### Palate
- Starý královský palác (Vechiul palat regal)
- Letohrádek královny Anny (Palatul de vară regal sau Palatul Belvedere)
- Lobkovický palác (Palatul Lobkowicz, care nu trebuie să fie confundat cu clădirea în care se află Ambasada Germaniei din Praga, în cartierul Malá Strana)
- Nový královský palác (Noul palat regal)

### Săli
- Sloupová síň (Sala Coloanelor)
- Španělský sál (Sala Spaniolă), Rudolfova galerie (Galeria lui Rudolf) și  Rothmayerův sál (Sala Rothmayer)
- Vladislavský sál (Sala Vladislav)

### Alte clădiri
- Daliborka (Turnul Dalibor)
- Prašná věž or Mihulka (Turnul Pulberăriei sau Mihulka)
- Zlatá ulička (Strada de aur)
- Purkrabství (Casa pârcălabului)
- Míčovna (Sala de joc cu mingea)
- Jízdárna Pražského hradu (Școala de Călărie)
- Staré proboštství (Vechea reședință a rectorului)
- Mockerovy domy (Noua reședință a rectorului)

### Grădini

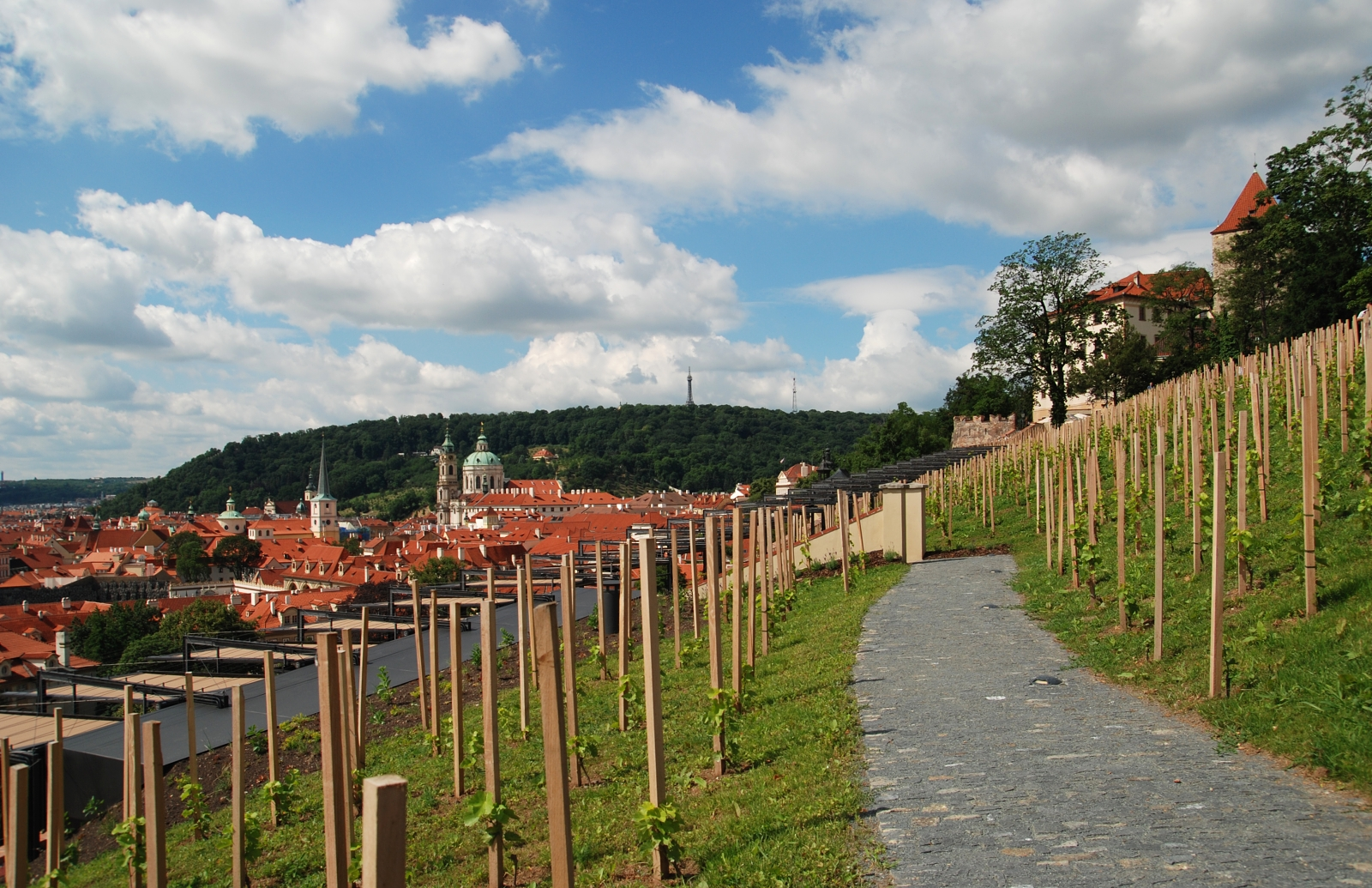
Svatováclavská vinice (Via Sf. Venceslau) pe latura de est

- Královská zahrada (Grădina Regală)
- Zahrada Na terase Jízdárny (Grădina cu terasă a Școlii de călărie)
- Zahrada Na Baště (Grădina de pe bastion)
- Jižní zahrady (Grădinile de sud)
  - Rajská zahrada (Grădina paradisului)
  - Zahrada Na Valech (Grădina de pe metereze)
  - Hartigovská zahrada (Grădina Hartig)
- Jelení příkop (Șanțul cerbului)

## Șanțul cerbului
Învăluie zidurile nordice ale castelului. A fost fondată în timpul împăratului Rudolf al II-lea.
În partea de jos a șanțului există o pajiște și lângă ea o fostă casă de urs cu un urs ary, o peșteră artificială cu două portaluri blocate pseudo-gotic și o fântână de piatră mici. În zilele de 1920, aria ursului a fost lăsată de cea a ursului. În 1920 și 1930, Tomáš Garrigue Masaryk a înființat pentru urși (ursuleți de pluș Míša și Ríša), pe care i-a primit prin dar de la legionari din Rusia,  a încetat în 1950 ani. Vizavi de casă se află o statuie de gresie a lui Ponocny (om de noapte), opera lui Franta Úprka, un cadou de la elevii Școlii de Piatră montană (în Hořice) pentru anul 75. de ziua lui la un președinte iubit al Partidului Ceh, Republicii Cehe (Președintele Republicii Cehoslovace) către T. G. Masaryk, după se indică pe piedestal. Inițial, se afla în mijlocul unei pajiști, unde exista o fundație de gresie și un cerc mare în peluză.

## În cultura populară
Cetatea Pragăi este locul unde are loc acțiunea nivelului doi al jocului video Indiana Jones and the Emperor's Tomb. 
El este menționat, de asemenea, în jocul video Assassin's Creed IV Black Flag ca un fișier ascuns găsit într-un computer spart de hackeri la Abstergo Entertainment.

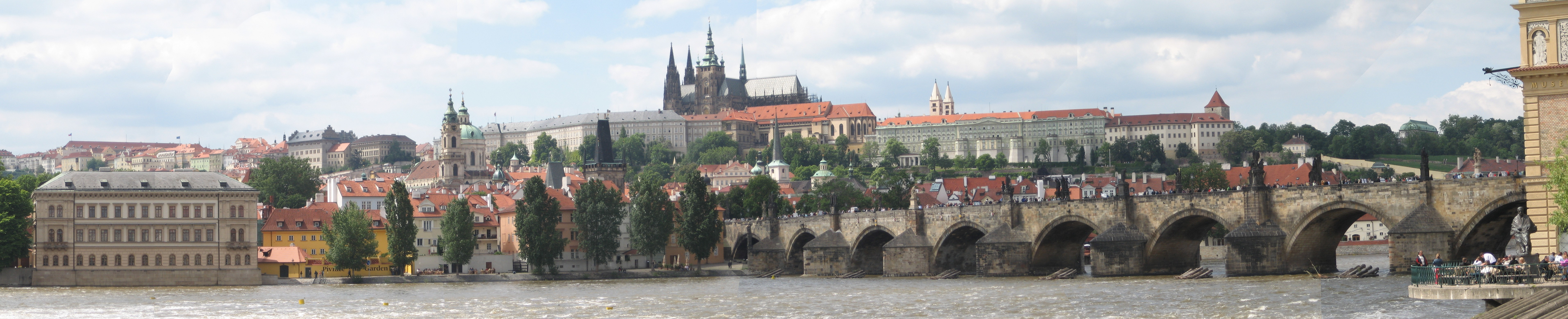
Cetatea din Praga și, în prim plan, Podul Carol peste Vltava văzute din Orașul Vechi.